# 樑

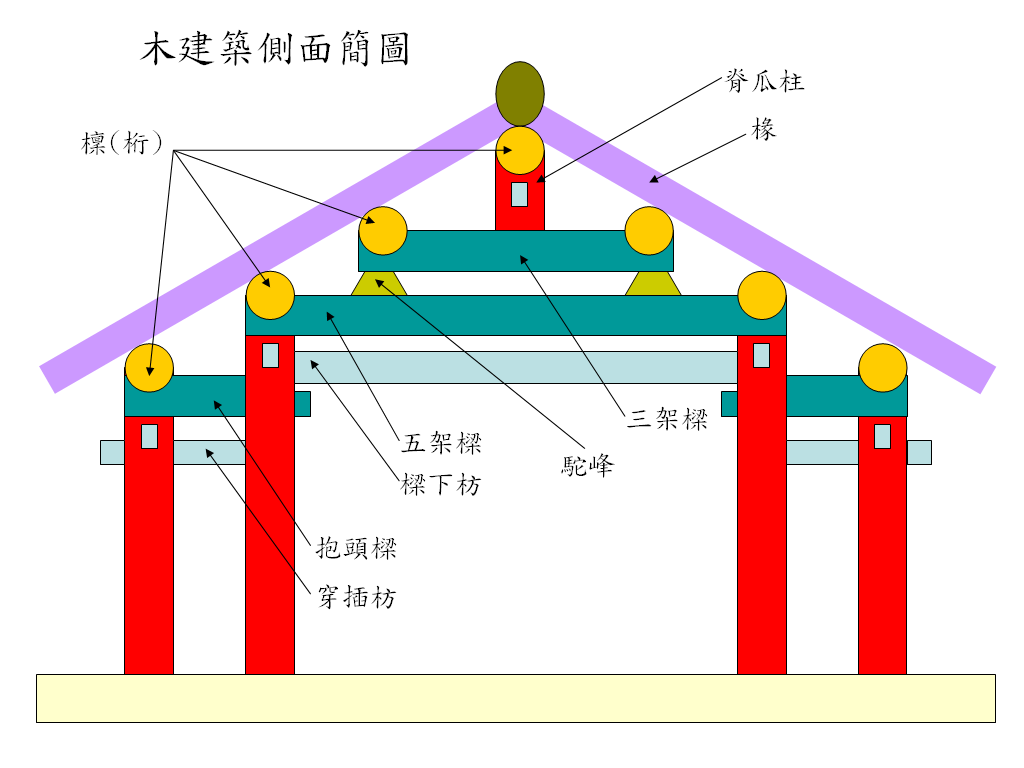
中式木结构建築主要組件名稱，側面簡圖

樑是建築物中的水平結構件，垂直於建築物的正面，通常是架在柱之上，負責乘托屋檐的重量，再把重量導向兩旁的柱上。
樑架中的樑，可根據所承托的檁木數目命名。如樑上托三檁的稱為「三架樑」，五檁的稱為「五架樑」，七檁的稱為「七架樑」。
木建築如沒有檐檁，每層樑上托檁的數目會成為雙數，因而有「二架樑」、「四架樑」等？